# Howard Rheingold

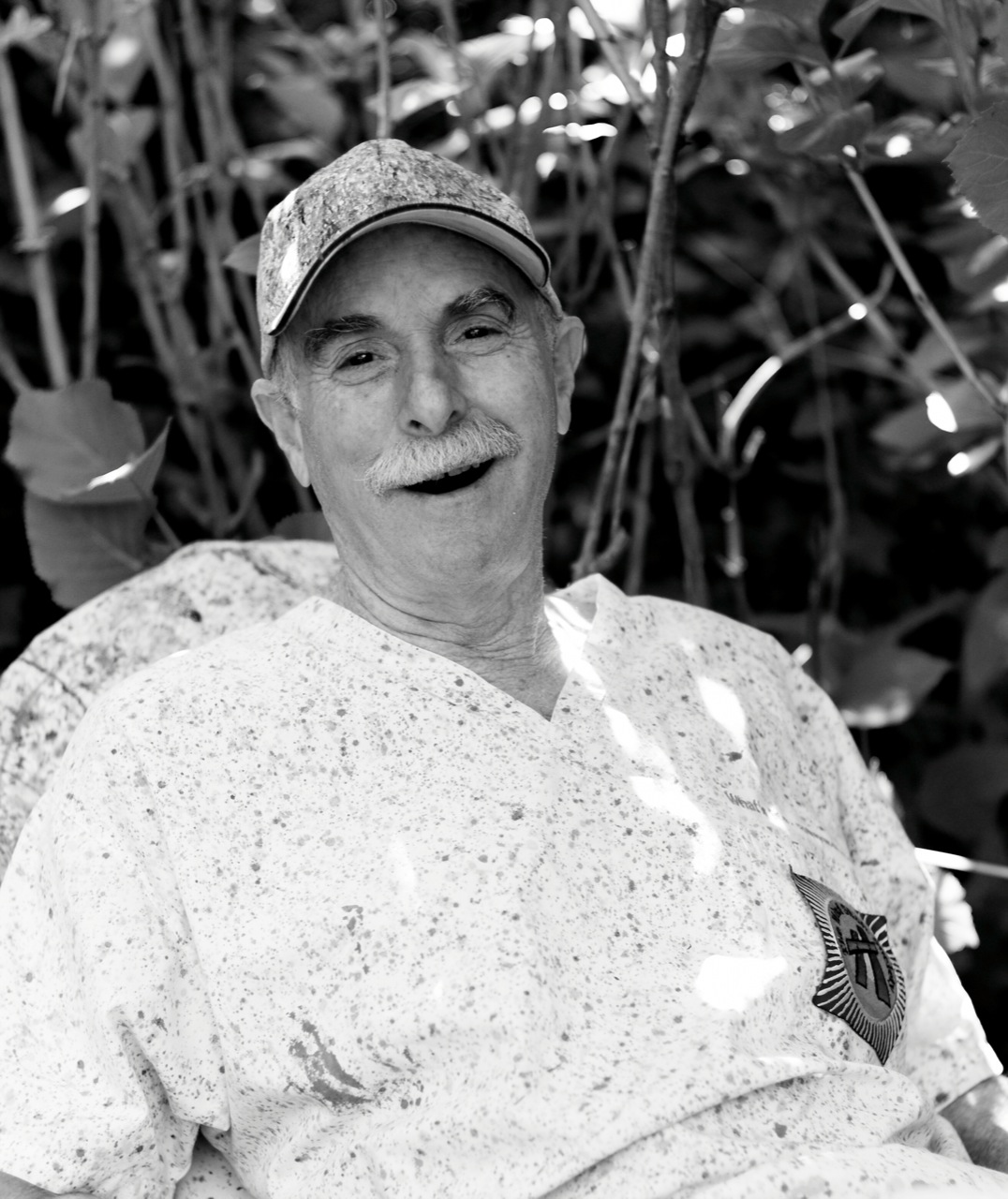
Howard Rheingold (2007)

Howard Rheingold (Phoenix (Arizona), 7 juli 1947) is een Amerikaanse criticus en schrijver. Hij is gespecialiseerd in culturele, politieke en sociale thema's met betrekking op moderne communicatie, zoals Internet, mobiele telefonie en virtuele gemeenschappen.